# Kopydłowo (przystanek kolejowy)
Kopydłowo – dawny wąskotorowy przystanek kolejowy w Kopydłowie, w woj. wielkopolskim, w Polsce. Przystanek znajdował w północnej części wsi, na łuku torów, przy drodze łączącej Kopydłowo z Wilczynem, na 19. kilometrze linii Jabłonka Słupecka – Wilczyn.